# Trần Thị Thùy Trang
Trần Thị Thùy Trang (sinh ngày 8 tháng 8 năm 1988) là một nữ cầu thủ bóng đá người Việt Nam, cô chơi ở vị trí tiền vệ cho câu lạc bộ bóng đá Thành phố Hồ Chí Minh I.

## Bàn thắng quốc tế
| #  | Ngày                | Địa điểm                                                       | Đối thủ     | Bàn thắng | Kết quả | Giải đấu                                |
| -- | ------------------- | -------------------------------------------------------------- | ----------- | --------- | ------- | --------------------------------------- |
| 1. | 6 tháng 5 năm 2015  | Sân vận động Thống Nhất, Thành phố Hồ Chí Minh, Việt Nam       | Philippines | 2–0       | 4–0     | Giải vô địch bóng đá nữ Đông Nam Á 2015 |
| 2. | 7 tháng 4 năm 2017  | Trung tâm Đào tạo Bóng đá trẻ Việt Nam (VYF), Hà Nội, Việt Nam | Singapore   | 4–0       | 8–0     | Vòng loại Cúp bóng đá nữ châu Á 2018    |
| 3. | 23 tháng 9 năm 2021 | Sân vận động Pamir, Dushanbe, Tajikistan                       | Maldives    | 5–0       | 16–0    | Vòng loại Cúp bóng đá nữ châu Á 2022    |
| 4. | 11 tháng 5 năm 2022 | Sân vận động Cẩm Phả, Quảng Ninh, Việt Nam                     | Philippines | 2–1       | 2–0     | Đại hội Thể thao Đông Nam Á 2021        |